# Hans Aronson
Hans Aronson (Königsberg, 28 novembre 1865 – Dresda, 8 marzo 1919) è stato un batteriologo, medico e pediatra tedesco.
Nel 1921 è stato istituito in suo onore il Premio Aronson, conferito in campo microbiologico e immunologico. 

## Biografia
Aronson studiò medicina a Königsberg e a Berlino; già da studente divenne assistente di Paul Ehrlich. Aronson si interessò soprattutto a studi in campo microbiologico e sierologico. In seguito, conseguì il dottorato nel 1886 avendo lo stesso Paul Ehrlich come relatore della tesi dottorale.
Dal 1890 al 1891 lavorò presso l'ospedale pediatrico di Berlino-Wedding. Nel 1893 diventò primo direttore nel dipartimento di batteriologia alla Schering AG. In questa veste, sviluppò un farmaco chiamato antitossina contro la difterite, in gran parte basato sulla ricerca di base di Emil Adolf von Behring. Nel 1902 sviluppò un metodo innovativo per la produzione di antisieri contro lo streptococco. Lasciato il dipartimento nel 1909, continuò la sua ricerca sulla difterite e sulla tubercolosi.
È sepolto a Berlino, nel Cimitero ebraico di Weißensee
In suo onore, nel 1921 fu istituito il Premio Aronson, riconoscimento attribuito a personalità di scienziati che si sono distinti per i loro risultati in campo microbiologico e immunologico. Dal 1970 il premio è assegnato dal Senato di Berlino.